# Petite capitale kappa
Cette page contient des caractères spéciaux ou non latins. S’ils s’affichent mal (▯, ?, etc.), consultez la page d’aide Unicode.
Ne doit pas être confondu avec la lettre latine petite capitale K ‹ ᴋ ›, la lettre latine kra ‹ ĸ ›, la lettre cyrillique ka ‹ К к › ou la lettre grecque kappa ‹ Κ κ ›.
ᴋ, appelé petite capitale kappa, est une lettre additionnelle de l’écriture latine qui est utilisée dans l’alphabet phonétique ouralien.

## Utilisation
Dans l’alphabet phonétique ouralien utilisé par Sovijärvi et Peltola, la petite capital kappa ‹ ᴋ › représente un clic palatal dévoisé, notée [ǂ̥] avec l’alphabet phonétique international, par opposition à la lettre minuscule kappa ‹ ϰ › représentant une clic palatal voisée.

## Représentations informatiques
La petite capitale kappa n’a pas de code propre dans Unicode mais peut être représentée avec le caractère de la lettre latine petite capitale K: ᴋ, U+1D0B.